# Bing Power Systems

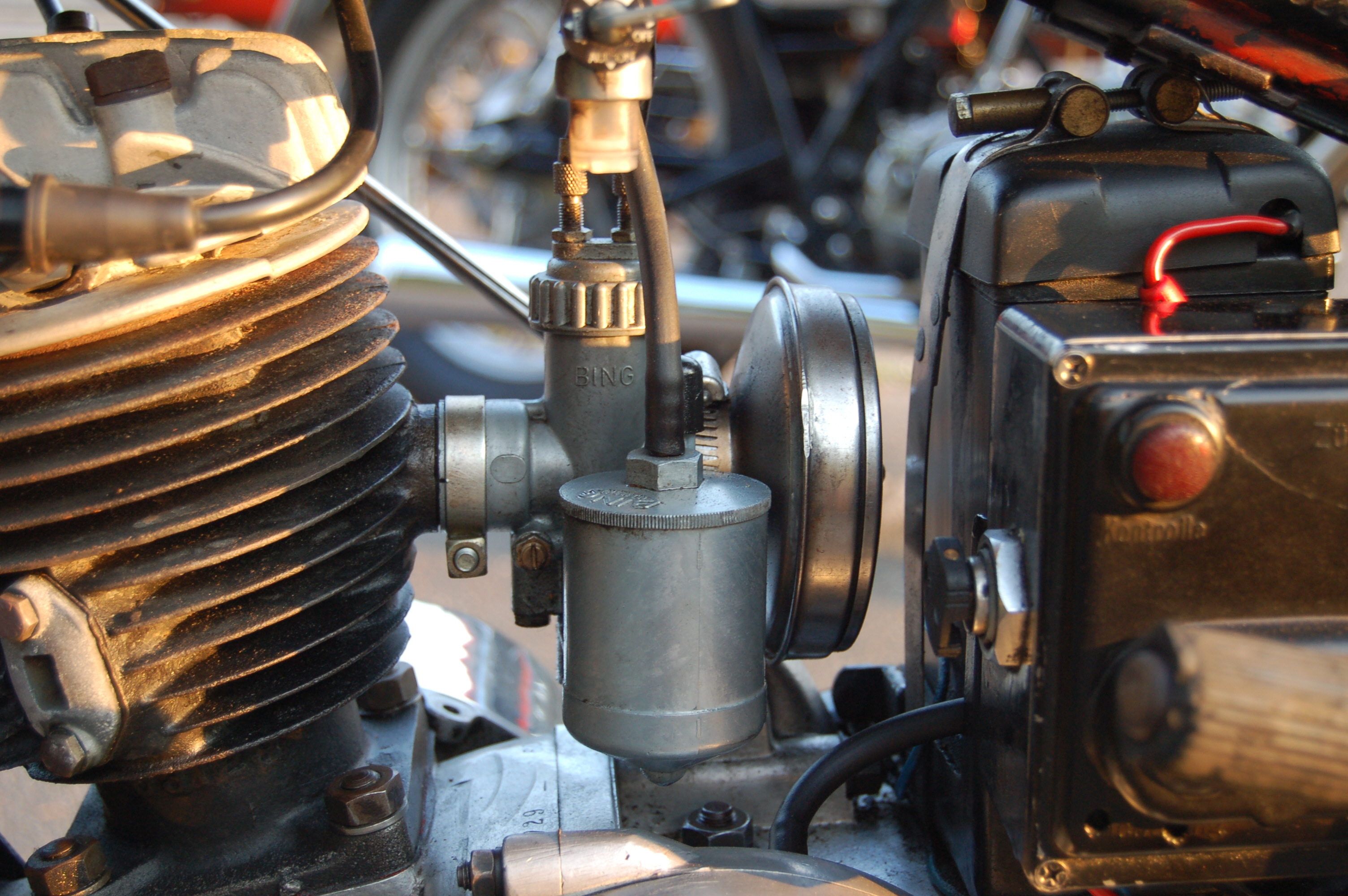
Bing-carburateur op een DKW-motorfiets uit 1938

Bing Power Systems GmbH of kortweg Bing is een Duitse fabrikant van motoronderdelen zoals carburateurs. HEt hoofdkantoor bevindt zich in Nürnberg.
De onderneming werd opgericht nog voor de Tweede Wereldoorlog. Tot 2001 voerde ze de naam Fritz Hintermayr GmbH Bing-Vergaser-Fabrik.